# Фам Ван
Фам Ван (Фань Вень) (д/н — 349) — 4-й магараджа Ліньї в 336—349 роках. В китайських джерелах також відомий як Вень Цзябао. Засновник Другої династії.

## Життєпис
Походження достеменно не відомо. Власне ім'я його також невідоме, оскільки Фань є перекрученим китайським варіантом титулу пон (вождь, володар).
За легендою був китайцем, проданим у рабство в дитинстві варварському вождю. Одного разу він спіймав двох коропів, доглядаючи кіз, і сховав їх від свого господаря. Він був здивований, побачивши, що вони перетворилися на два камені, в одному з яких було залізо. Він викував 2 мечі й загадав: «Якщо я розколю цю скелю, коли вдарю її, нехай божественна чеснота, втілена в ній, зробить мене правителем». У 15 років він втік і приєднався до чамського купця. Втім ймовірно це вигадка, створена ворогами Фам Вана, оскільки в подальшому він сприяв китаїзації та проводив прокитайську політику.
Після 315 року поступає на службу до магараджі Фам Дата, який цінував Фам Вана за знання бойового мистецтва та зведення міських укріплень. Отримав посаду одного з вищих сановників (візирів) — сенапаті або тапатіки. Він використав здобуту довіру, щоб віддалити Фам дата від своїх дітей. В останньому повідомленні відбилася інформація про узурпацію трону Фам Ваном у 336 році після смерті Фам Дата. За іншою версією Фам Ван спокійно отримав трон, оскільки Фам Дат не мав спадкоємців.
Спочатку напав на державу Фунань, в якої відібрав значні землі (сучасні провінції Кханьхоа і Біньтхуан). Водночас активно сприяв розвитку ткацтва, ливарства, торгівлі, виробленню ювелірних прикрас, а також работоргівлі (ймовірно захоплення рабів відбувалося внаслідок морських нападів).
340 року звернувся до східноцзінського імператора Сима Яня з проханням отримати командирство Цзяочжі, але отримав відмову. З цього часу обрав антикитайську політику. 347 року захопив цзінське командирство Жінань. За цим переніс столицю з Амарендрапури до Кандарапури. 349 року вдерся до командирство Цзяочжі, але зазнав поразки, від поранень отриманих в одній з битв невдовзі помер. Трон спадкував його син Фам Фат.